# Дороховская волость (Медынский уезд)
Дороховская волость — волость Медынского уезда Калужской губернии.
Центр — деревня Дороховая. Располагалась на западе Медынского уезда. До XIX века называлась Морозовской дворцовой волостью. Находилась на территории современных Износковского, Медынского и Юхновского района Калужской области.
Родина медынских «карелов» — субэтноса русских, который сформировался в результате взаимодействия между карелами — переселенцами последней трети XVII веке с Северо-Запада России и местным русским населением. В отличие от помещичьих («барских») «карелы» относились сначала к категории монастырских, а затем экономических крестьян. В начале XX века насчитывалось около 60 поселений карел. В культуре «карел» сочетались южно-, средне- и северно-русские черты и некоторые элементы традиционной культуры карельского этноса, в частности в рационе питания. Некоторые названия деревень волости (Сигово) типичны для северо-западных регионов России. В частности отмечалось устройство изб, когда фронтон выходил на улицу, а крыльцо — со двора.
В 1918 году примкнула к Медынскому восстанию. Вечером 12 ноября получено донесение о восстании кулаков в Дороховской волости и занятие восставшими станции Износки. Одновременное восстание поднялось в Гжатском и Верейском уездах. В Верее мятеж был подавлен силами верейских красногвардейцев, восставших было около тысячи человек . На следующий день в помощь верейцам из Дорохово подошёл кавалерийский отряд латышских стрелков, следующий через Верею в Вышгород.
В 1922 году относилась к Медынскому уезду РСФСР.
В 1924 году Бебелевской, Дороховской и Ореховенской волостей была образована Износковская волость Медынского уезда, в 1927 году Износковская волость включена в состав Мятлевского уезда.

## Состав
В 1913 году в неё входили населённые пункты (курсивом показаны бывшие):
- Аксёново, деревеня
- Алешня, деревня
- Архангельское, село
- Бокшино, деревня54°54′35″ с. ш. 35°26′49″ в. д.HGЯO— на реке Крапивка
- Вешки, село, школы
- Ворсобино, деревня, школы
- Голенищево (Добрый холм), деревня
- Горбатово, деревня
- Горки, деревня
- Городенка, деревня
- Дороховая, деревня, школа
- Доманово, деревня, школа
- Даниловка, деревня
- Зиновьино, деревня, школа
- Износки, деревня
- Износки, посёлок, школа
- Ивашево, деревня 54°55′36″ с. ш. 35°33′13″ в. д.HGЯO
- Калиновка, деревня
- Кукушкино, деревня
- Кашняки, деревня
- Куновка, деревня, школа
- Каменная, деревня 55°01′04″ с. ш. 35°19′58″ в. д.HGЯO
- Курганы, посёлок
- Лобово, деревня
- Леоново, деревня
- Лосины, деревня54°49′20″ с. ш. 35°17′24″ в. д.HGЯO
- Малая Поповка, деревня, школа на ручье Жеремесло 54°50′47″ с. ш. 35°17′54″ в. д.HGЯO
- Мочалки, деревня
- Морозово, деревня
- Михайловка, деревня 54°56′23″ с. ш. 35°37′31″ в. д.HGЯO
- Мусино, деревня
- Носово, деревня, школа
- Образцово, деревня
- Пелагеино, деревня
- Паново, деревня
- Пенязи, деревня
- Пуповка, деревня
- Пречистое, село, школа
- Паршино, деревня
- Самсонцево, деревня
- Семеновское, деревня, школа
- Сигово, деревня
- Строилово, село, школа
- Тетево, деревня
- Трушонки, деревня
- Ухово, деревня на реке Сохна 54°54′37″ с. ш. 35°19′40″ в. д.HGЯO
- Уколово, деревня
- Хвощи, деревня
- Шатрищи, деревня